# Беатриса Португальська
Беатри́са, також Беатрі́ш (порт. і ісп. Beatriz; 1373 — 1420) — португальська інфанта, королева Кастилії (1383—1390). Остання легітимна представниця португальського Бургундського дому.
Народилася в Коїмбрі, Португалія. Єдина донька португальського короля Фернанду I і його дружини Леонори Телеш. Законна спадкоємниця португальського престолу. Дружина кастильського короля Хуана I (1382). Після смерті батька на короткий час проголошена королевою Португалії (1383), що не визнала частина королівства. Не правила через неповноліття; від її імені державними справами завідувала матір Леонора, регентка королівства. У період міжкоролів'я спиралася на португальську аристократію та кастильські війська; ворогувала з дрібною шляхтою і міщанством, що бунтувало проти Леонори та планів Хуана І приєднати Португалію. Програла у політичній боротьбі своєму дядькові, авіському магістру Жуану I, що став новим королем Португалії, засновником Авіської династії (1385).
Решту життя провела у вигнанні в Кастилії. Продовжувала використовувати титул португальської і кастильської королев. Дітей не мала. Похована у Монастирі святого Духа в Торо, Кастилія.

## Біографія
За умовами Елваського договору 1382 року Беатриса мусила одружитися із кастильським інфантом Фернандо, сином кастильського короля Хуана I, щоб зміцнити міждержавний союз. Проте зі смертю Леонори Арагонської, першої дружини Хуана, португальська сторона звернулася до вдівця з пропозиціями змінити положення цього договору. В підсумку було прийнято нову Салватеррську угоду 1383 року, згідно з якою нареченим Беатриси став сам король Хуан.
17 травня 1383 року Беатриса повінчалася з Хуаном у Бадахоському соборі.

## Сім'я
- Батько: Фернанду I (1345—1383) — король Португалії.
- Матір: Леонора Телеш
- Чоловік: Хуан I, король Кастилії.

Беатриса не мала дітей. Проте у деяких працях, починаючи з XVII століття, хибно зазначається, що вона народила від Хуана сина Мігеля, який помер у дитинстві (1384—1385). Це, ймовірно, результат помилки генеалогів ранньомодерної доби, які записали королівським сином Мігеля да Паша, онука католицьких монархів.